# Амбарцумян, Рубен Сергеевич
Рубен Сергеевич Амбарцумя́н (1911—1971) — учёный в области материаловедения, член-корреспондент Академии наук СССР. Лауреат Ленинской премии.

## Биография
Родился 10 сентября 1911 года в Шуше. Окончил Московский институт цветных металлов и золота. В 1933—1971 годах работал во ВИАМ, где прошел путь от инженера до заместителя начальника института.
Под его руководством развивались основы отечественной науки о коррозии металлов в летательных аппаратах: разработаны способы повышения коррозионной стойкости дуралюмина и его защиты от коррозии; определены оптимальные условия закалки и старения дуралюмина; разработан новый медномарганцовистый сплав для авиационных радиаторов и процесс их пайки; новый состав антифриза для охладительной системы авиамоторов; способы защиты урана от коррозии, технология производства листов из чистейшего алюминия и диффузионного сцепления алюминиевой оболочки и уранового блока; разработан сплав САВ и его модификации для труб, решены проблемы оптимизации примесей, технологические вопросы производства, обработки и геометрии нанесения покрытия; решена проблема создания материала на основе циркония для тепловыделяющих элементов атомных реакторов и для высоконагруженных деталей; разработаны материалы и технология производства многотрубных тепловыделяющих элементов. Автор более 100 научных трудов. Кандидат технических наук (1934), доктор технических наук (1954), профессор (1957), член-корреспондент АН СССР (1966). Член ВКП(б) с 1942 года.
Похоронен на Донском кладбище.

## Награды и премии
- Ленинская премия (1960).
- Сталинская премия третьей степени (1949) — за разработку и внедрение в промышленность технологии получения пенопластических масс.
- Сталинская премия первой степени (1953) — за расчётные и экспериментальные работы по созданию реакторов для производства трития[5][6]..
- два ордена Ленина (в том числе 16.09.1945)
- орден Трудового Красного Знамени
- медали